# Universal Language
Universal Language è un album in studio del gruppo musicale Booker T. & the M.G.'s, pubblicato nel 1977.

## Tracce
Side 1
1. Sticky Stuff – 4:09
2. Grab Bag – 4:32
3. Space Nuts – 3:27
4. Love Wheels – 3:38
5. Motocross – 4:33

Side 2
1. Last Tango in Memphis – 5:26
2. MG's Salsa – 5:27
3. Tie Stick – 5:01
4. Reincarnation – 5:12

## Formazione
- Booker T. Jones – tastiera
- Steve Cropper – chitarra
- Donald Dunn – basso
- Willie Hall – batteria